# Zuidzijde (Bodegraven-Reeuwijk)
Zuidzijde (52° 05′ N, 4° 46′ L) é uma vila dos Países Baixos, na província de Holanda do Sul. Zuidzijde (Bodegraven-Reeuwijk) pertence ao município de Bodegraven-Reeuwijk, e está situada a 7 km, a oeste de Woerden.
A área de Zuidzijde, que também inclui as partes periféricas da cidade, bem como a zona rural circundante, tem uma população estimada em 240 habitantes.